# Tropidonophis truncatus
Tropidonophis truncatus — вид змій родини полозових (Colubridae). Ендемік Індонезії.

## Поширення і екологія
Tropidonophis truncatus мешкають на островах Хальмахера, Тернате і Бачан в архіпелазі Молуккських островів, а також на острові Салаваті в архіпелазі Раджа-Ампат. Вони живуть у вологих рівнинних тропічних лісах і садах, на берегах струмків.